# José Alejandro Montano Guzmán
Alejandro Montano (Xalapa, Veracruz,  26 de noviembre de 1956) es un político mexicano radicado en la ciudad de Xalapa, mismo lugar donde nació. Cuenta con Licenciatura Militar (1976-1997), Licenciatura en Administración Pública (1997-2001) y Licenciatura en Derecho (2008-2012). Fue diputado por mayoría relativa para el distrito 8 de Veracruz, Xalapa en la LXII legislatura federal. y actualmente es director general y presidente del consejo de administración del periódico El Portal en Xalapa, así como presidente del Grupo Bermont Multimedios S.A.

## Cargos públicos
Fue diputado federal por el Distrito 08 Xalapa-Rural (2012-2015), presidente de la Confederación Nacional de Organizaciones Populares en Veracruz (CNOP) (2011-2012), diputado local en la Sexagésima Legislatura de Veracruz (2004-2007), donde  fungió como Presidente de la Junta de Coordinación Política y Presidente de la Comisión Permanente de Educación y Cultura.
También fue Secretario de Seguridad Pública de Veracruz (2001-2004) durante el gobierno del Gobernador Miguel Alemán Velasco, Subsecretario de Seguridad Pública de Veracruz (1999-2001), director general de Seguridad Pública del Gobierno de Veracruz (1998) y Secretario Privado del Presidente de las Comisiones de Protección del Medio Ambiente, Comunicaciones y Transportes de la Cámara de Diputados federal (1991-1997).

## Actividades Empresariales
Como parte de actividades privadas, fue Coordinador de Logística y Seguridad de la Presidencia de SKY y de la Vicepresidencia de Noticias de Televisa (1995-1996). De 1984 a 1986 fue Coordinador de Seguridad del lic. Miguel Alemán Velasco y familia.[cita requerida]
En 2009-2010 Fue productor de los programas de Radio Capital en Xalapa, Veracruz: “Noticias: Informativo El Portal”, “Salud, Asistencia y Algo Más”, “Detalles”, “Portal Universitario” y Reflexiones”, de este último también fungió como moderador del mismo.[cita requerida]